# Cheikh Gadiaga
Serigne Cheikh Gadiaga (Dakar, 30 novembre 1979) è un ex calciatore senegalese, di ruolo centrocampista.